# 北京唐拉雅秀酒店
北京唐拉雅秀酒店位于北京市西城区复兴门外大街19号，是一家五星级酒店。

## 历史
该酒店的前身是始建于1978年的燕京饭店，最初设计时按会议旅馆设计，名为“复兴饭店”，开工后根据需要改为对外旅游饭店，更名为“燕京饭店”，于1981年落成开业，成为北京改革开放初期的知名酒店之一。
海航酒店集团收购燕京饭店后，请酒店设计机构HBA设计，成立北京唐拉雅秀酒店，于2009年10月16日开业。这是海航酒店集团在北京的第二家酒店。

## 建筑
燕京饭店开业时，其建筑分为主楼、餐厅楼、附属楼和动力楼，其中主楼为客房。地面以上共20层。